# 傳明酸

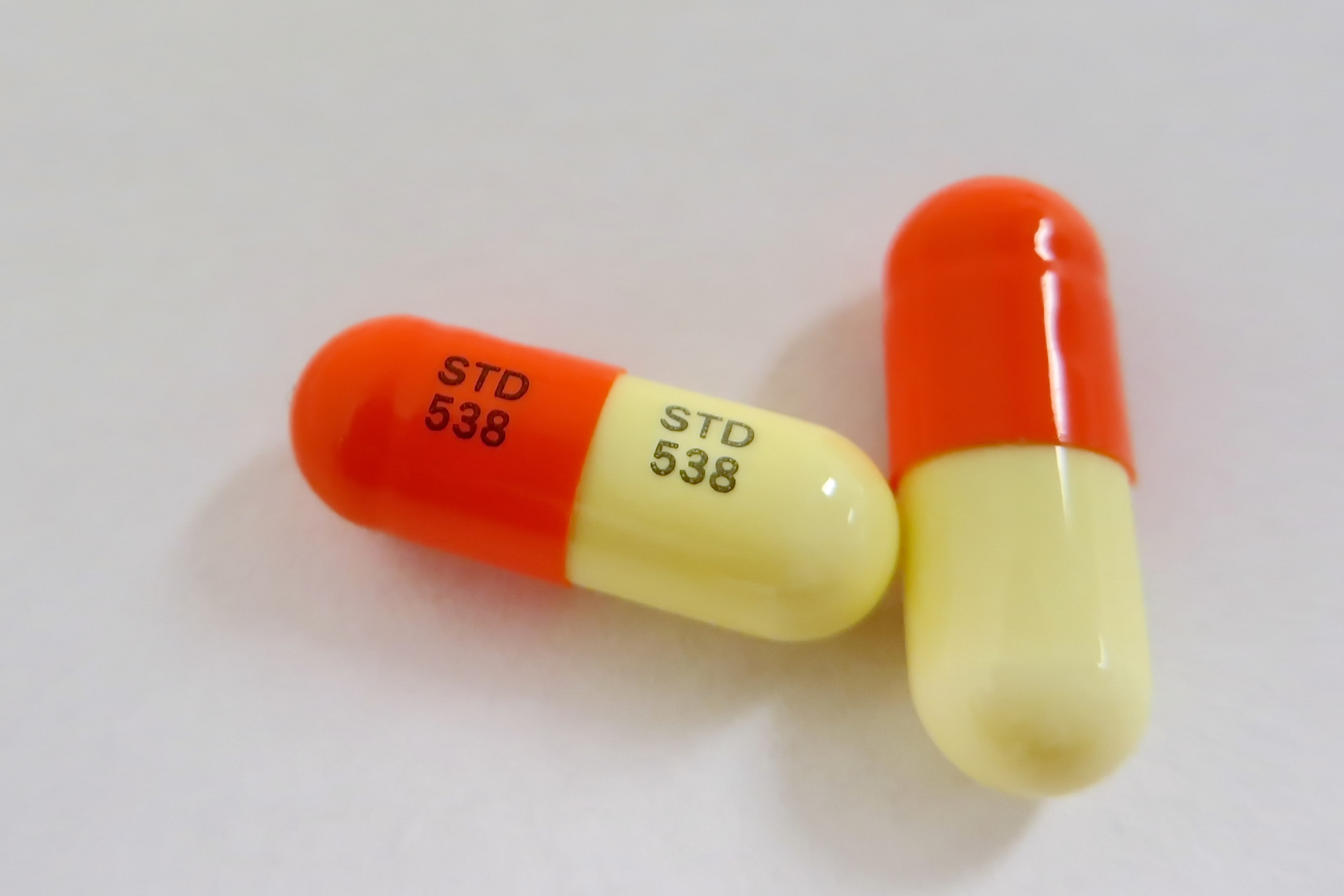
血迅（傳明酸）膠囊250毫克

傳明酸（tranexamic acid (TXA) 或 transamin，又稱氨甲环酸）是一種人工合成的胺基酸，其他名稱有斷血炎、止血环酸、凝血酸等，具有止血抗炎的藥理效果，本作為凝血劑用途，有針劑跟口服兩種用法。 
属于纤维蛋白溶解抑制药中的一类，通过可逆性阻断纤溶酶原分子上的離氨酸结合位点，导致纤溶酶原不能转变为纤溶酶，从而有效抑制纖維蛋白溶解、产生止血作用。临床上广泛应用于外科、内科、泌尿科和妇产科等领域，治疗各种出血性疾病和手术时的异常出血等。又因可以抑制黑色素细胞的活性，防止和改善皮肤的色素沉积，因而有一定的美容效果。

## 藥理
屬於循環系统用药、止血与抗纤溶药、抗纤溶药。可直接阻礙黑色素細胞活性化，改善黑斑活性化因子群的活躍狀態。

## 作用机制
正常情况下，当机体出血时，可先后启动外源性或内源性凝血系统，同时血管痉挛，血小板激活、黏附、聚集于损伤血管的基底膜，并在局部引起血液凝固，最终形成纤维蛋白凝块产生止血作用。凝血系统激活的同时，抗凝血系统和纤溶系统也被激活，有利于防止凝血过程的扩散和局部血流的再通，保证正常的血液循环。通常凝血、抗凝血、纤溶系统之间，处于动态平衡。
氨甲环酸与纤溶酶原和纤溶酶的赖氨酸结合位点有高度亲和力，能竞争性抑制纤维蛋白的赖氨酸与纤溶酶结合，从而抑制纤维蛋白的裂解，抑制纤溶过程，减少大量出血和复发性出血的可能。其低剂量能抑制纤溶酶原的活化作用，高剂量还能直接抑制纤溶酶的蛋白溶解酶活性，因而止血效果更为显著。

## 主要临床应用

### 创伤
研究顯示，氨甲环酸可以安全可靠地降低创伤出血患者的死亡率。有鉴于此，氨甲环酸这种廉价的、非专利药物，已经列入了WHO必备药品清单中，并将在世界高、中、低收入国家中得到广泛应用。

### 颅脑创伤
研究顯示，接受氨甲环酸的颅脑患者发生进行性出血的可能降低，死亡率亦有降低的趋势。
尽管这两项研究均没有得出十分明确的结论，但仍提示了氨甲环酸有可能改善创伤性脑损伤的预后，这将为后续研究打下基础，例如即将实施并招募多达10000名颅脑损伤患者的CRASH-3研究，它将为氨甲环酸对于改善死亡率和致残率的疗效方面提供可靠的证据。

### 经血过多
氨甲环酸能够显著降低经血过多妇女的血量损失。一项评价抗纤溶药（主要为氨甲环酸）治疗经血过多的Cochrane系统评价指出，与安慰剂或其他治疗相比，抗纤溶制剂可以更多的降低月经过多妇女的血量损失，同时不增加副反应的发生率。 美国食品药品监督管理局已于2009年11月13日批准将氨甲环酸口服片作为重度经血过多妇女的治疗措施。

### 产后出血
研究顯示，氨甲环酸使产后出血量显著地减少。然而由于纳入的三个随机试验的方法学质量都稍低，目前尚无来自高质量研究的证据支持抗纤溶药在产后出血的应用。 当前，一项名为WOMAN（The World Maternal Antifibrinolytic Trial）的随机双盲安慰剂对照试验正在开展，它将在全球招募15000患者，为早期应用氨甲环酸对于产后出血患者的死亡率、子宫切除率等改善方面提供可靠证据。

### 外科手术
一项纳入65个随机对照试验的Cochrane系统评价指出，氨甲环酸使术后输血的风险降低了近1/3（RR 0.61, 95% CI 0.53 to 0.70），并减少了术中和术后的出血量，同时血栓栓塞事件的发生率并未增高。

### 其他治疗作用
氨甲环酸也作为二线方案用于因子Ⅷ缺乏的血友病患者手术前后的辅助治疗。并且还可用于遗传性血管性水肿。

### 美白效果
其退黑除斑的功效比维生素C高约50倍，是果酸的近10倍左右。

## 副作用
口服過量副作用有腹瀉，性功能障礙，噁心和嘔吐，或是眼花的情形。偶有药物过量所致颅内血栓形成和出血。较少见的有经期不适（经期血液凝固所致）。由于可进人脑脊液，注射后可有视力模糊、头痛、头晕、疲乏等中枢神经系统症状，特别与注射速度有关，但很少见。

## 注意事项
1. 有血栓形成倾向及有心肌梗死倾向者慎用。
2. 慢性肾功能不全时用量酌减，给药后尿液浓度常较高。治疗前列腺手术出血时，用量也应减少。
3. 在美容方面，该成分本身带有一定的腐蚀性，在体内代谢周期尚未知，需要慎用。尤其注射和点滴存在风险，不宜擅自使用。

## 药物相互作用
1. 與尿激酶等溶栓剂有配伍禁忌。
2. 口服避孕药、雌激素和凝血酶原复合物与本品合用，有增加血栓形成的危险。

## 商品化
外敷有使皮膚變白的附加效果，因此早期被皮膚科用在治療肝斑、黑斑沉澱方面的藥用處方箋中，以口服方式每日服用。
傳明酸已於2005年3月24日經由中華民國衛生署公告為有效美白成分，具美白肌膚、淡化色斑等作用，和現有的維他命C衍生物以及眾多植物萃取相較，除了穩定性更高不受環境以及運送影響外，更目前衛生署已核准使用於美白化粧品中，限量添加2%~3%，美白功效則和一般市面常見的麴酸差不多。而美白針療程也是以傳明酸為主的成分搭配多種維他命，以注射方式快速達到美白方式。但若以注射、點滴、口服方式用於美白目的，則具有危險性，尤其是具有血栓形成傾向、心肌梗塞病史者，宜避免使用。
雲南白藥公司生產的雲南白藥牙膏中亦含有本成份，并被质疑所谓中药牙膏中含有西药成份。在中国，用氨甲环酸制成的氨甲环酸片属于处方药。2018年10月23日，云南白药公司回应称，他们使用的所有成分均符合国家和国际的相关通用规定，无违法添加成分，更未使用禁用成分。